# 국도 제306호선 (중국)
국도 제306호선(중국어: 306国道)은 랴오닝성 쑤이중현에서 내몽골 자치구의 커스커텅 기까지 이어주는 총 연장 497 km의 거리를 가진 중화인민공화국의 일반 국도이다.

## 주요 경유지
주요 경로 및 거리는 다음과 같다.
| 주요 경로 및 거리 |           |
| \| 도시 \| 거리 (km) \| \| ------------------------- \| --------- \| \| 랴오닝성 쑤이중현 \| 0 \| \| 랴오닝성 젠창현 \| 88 \| \| 랴오닝성 링위안시 \| 157 \| \| 내몽골 자치구 카라친 기 \| 257 \| \| 내몽골 자치구 커스커텅 기 \| 499 \| |           |
| 도시 | 거리 (km) |
| 랴오닝성 쑤이중현 | 0         |
| 랴오닝성 젠창현 | 88        |
| 랴오닝성 링위안시 | 157       |
| 내몽골 자치구 카라친 기 | 257       |
| 내몽골 자치구 커스커텅 기 | 499       |

## 같이 보기
- 중화인민공화국의 일반 국도